# Ардебіль (остан)
Ардебіль (перс. اردبیل — Ardabil, також Ардабіл; стара назва Артавіль; азерб. اردبیل,Ərdəbil) — остан (провінція) на півночі Ірану. Межує з Азербайджаном, та з провінціями Східний Азербайджан, Гілян, Зенджан. Центр — місто Ардебіль. Місто розташоване за 70 км від Каспійського моря. Провінція була організована у 1993 зі східної частини провінції Східний Азербайджан (найбільша частина) та північної частини провінції Гілян. Населення 1,7 млн чоловік. Переважна більшість азербайджанці, також проживають талиши. У провінції розташований відомий вулкан Сабалан.

## Історія
Остан Ардебіль був виділений у XX столітті при зменшенні провінції Азербайджан. Під час ісламського завоювання, Ардебіль був найбільшим містом Ірану та зоставався таким аж до монгольської навали. Ще у XIV столітті в Ардебілі говорили на мові азері, безпосереднім предком сучасної талишської мови. На цій мові зокрема говорив (і навіть писав рубаї) ардебільський шейх Сефі Ад-Дін, засновник ордену Сефевеїв та династії Сефевідівїв. Нащадки шейха Сефі створили теократичну державу з центром у Ардебіле, основною силою якого були їх мюриди з числа кочових тюркських племен, що носили тюрбани з 12 червоними смугами і тому «кизилбаши», що прозвали («червоноголові»). Шах Ісмаїл I почав свою кампанію з об'єднання Ірану, а пізніше, у 1500 році, зробив своєю столицею Тебриз. Проте і нині Ардебіль відіграє важливу роль в економіці й політиці Ірану.